# 弧圈球
弧圈球，為一項乒乓球攻防技术，有时又稱作拉球（但不同于“抽球”，“抽球”一般指不依赖旋转的快攻），为借以球与球拍胶面摩擦，致球向前方向高速旋转，即上旋。
使用弧圈球时，球拍从下而上地击球，依靠球拍的摩擦使球向上运动，同时具有强烈的旋转。击球时，球处于下降期，甚至低于桌面。
这使乒乓球能够以高速度越过球网后迅速下沉到达对方桌面。而且，由于弧圈球本身的高速旋转，对方在接球的时候容易使接球过高，从而给予施弧圈球选手的进攻机会。正确地使用弧圈球也可用于应对下旋球，使得运动员可以获得抢先进攻的机会。
该技术借助马格努斯效应。在球高速旋转的过程中，结合乒乓球的前进，使得相对于乒乓球的迎面气流在乒乓球的上下两侧产生不同的压强（伯努利定律，请注意流动定常条件使得必须选取乒乓球自身为参照系），而下侧压强更小，因此球会以异于抛物线的形态下落，类似于足球中的香蕉球等。